# Андрей Дмитриевич Нетшин
Андрей Дмитриевич (ум. после 1443) — боярин князя Ивана Андреевича Можайского. Происходил из рода Нетшиных.

## Биография
Согласно родословной Дмитриевых-Мамоновых, Андрей был внуком Александра Нетши и сыном его второго сына Дмитрия Александровича, известных только по родословным. Его дед, согласно родословной, «прибыл из немец» к Ивану I Даниловичу Калите. (Однако это известие имеет хронологические проблемы и, вероятно, связано с ошибочным сообщением родословных о том, что его внук Андрей был боярином Симеона Ивановича Гордого. В действительности Андрей жил в XV веке и был боярином удельного князя Ивана Андреевича Можайского). 

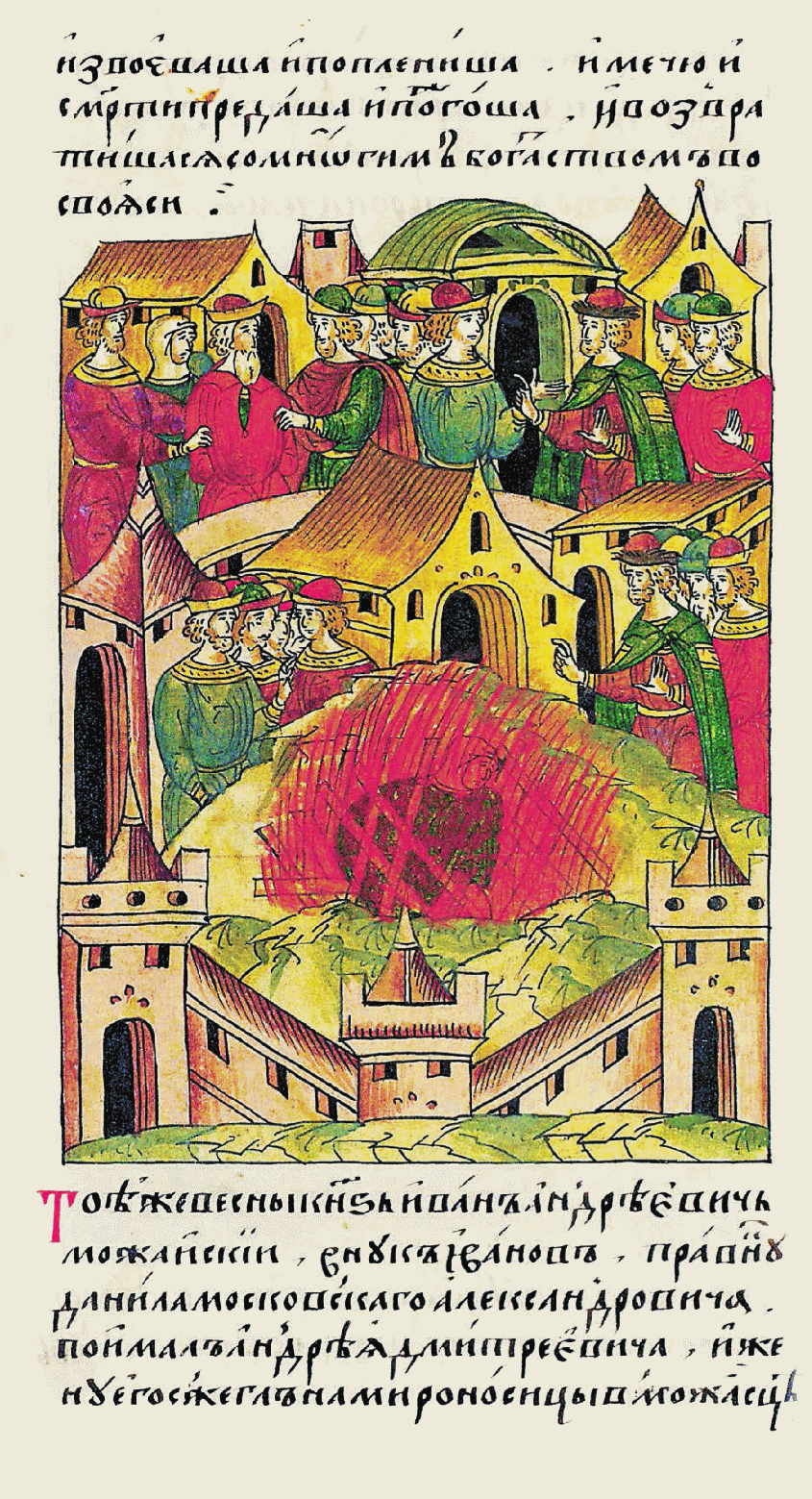
Сожжение Марьи

Андрей упоминается в летописях в 1442/1443 году. Сообщается, что в этом году князь Иван Андреевич Можайский по неизвестной причине «поимал» своего боярина Андрея Дмитриевича с детьми, а его жену Марью сжёг «безлеп». Причина, по которой пострадал сам Андрей Дмитриевич, неизвестна. О казни же жены некоторые подробности сообщает Львовская летопись в статье (под 1480 годом): согласно ей, Мария, мать советника великого князя Григория Мамона, была сожжена «за волшество».
Ветвь рода, которая пошла от Андрея, угасла в XVI веке.

## Брак и дети
Жена: Мария (ум. 1442/1443). Дети:
- Семён Андреевич Плот; о нём ничего не известно, согласно родословным у него был единственный бездетный сын Василий[2][3];
- Василий Андреевич Виселица; о нём ничего не известно, согласно родословным у него было 2 сына, Семён и бездетный Константин, а у Семёна — бездетный сын Михаил[2][3];
- Григорий Андреевич Мамон (ум. 1509/1510), советник Ивана III, окольничий с 1499/1500; у него было 3 бездетных сына — Иван Большой, окольничий в 1502/1503—1504/1505 годах, Фёдор и Иван Меньшой (ум. 1515/1516)[2][3].